# Gotlands runinskrifter 319
G 319 är en medeltida (1200 - 1250) gravhäll av kalksten i Rute kyrka, Rute socken och Gotlands kommun. Det är den enda sten som nämner Finland. Inskriften i korsfoten kan möjligen innehålla en bön: biðin pater noster fyrir hans sial.

## Inskriften
Translitterering av runraden:
si[h]tris : aruar[r] : litu : giera : st[a]en : yfir : auþu-l- : broþur : sin : a : finlandi : do : aglia ¶ ...
Normalisering till äldre fornsvenska:
Sigtryggs(?) arfaʀ letu gæra stæinn yfiʀ Auðv[a]l[d](?), broður sinn, a Finnlandi do aglia ...
Översättning till nusvenska:
Sigtryggs arvingar lät göra stenen över Audvald, broder sin, som dog i Finland aglia
Fortsättningen på aglia är skadad, men den kunde närmare bestämma Audvalds dödsplats. Odet yfiʀ (över) talar att graven är ingen cenotaph, utan Audvalds kvarlevor transporterades till Rute. Korsformen är ovanliga, paralleller finns bara på G 322 och på ett par gravhällar i England i Bakewell kyrka.